# Convention baptiste du Myanmar
La Convention baptiste du Myanmar (anglais : Myanmar Baptist Convention) est une association chrétienne évangélique d'églises baptistes en Birmanie.  Elle est affiliée à l’Alliance baptiste mondiale. Son siège est situé à Rangoun.

## Histoire

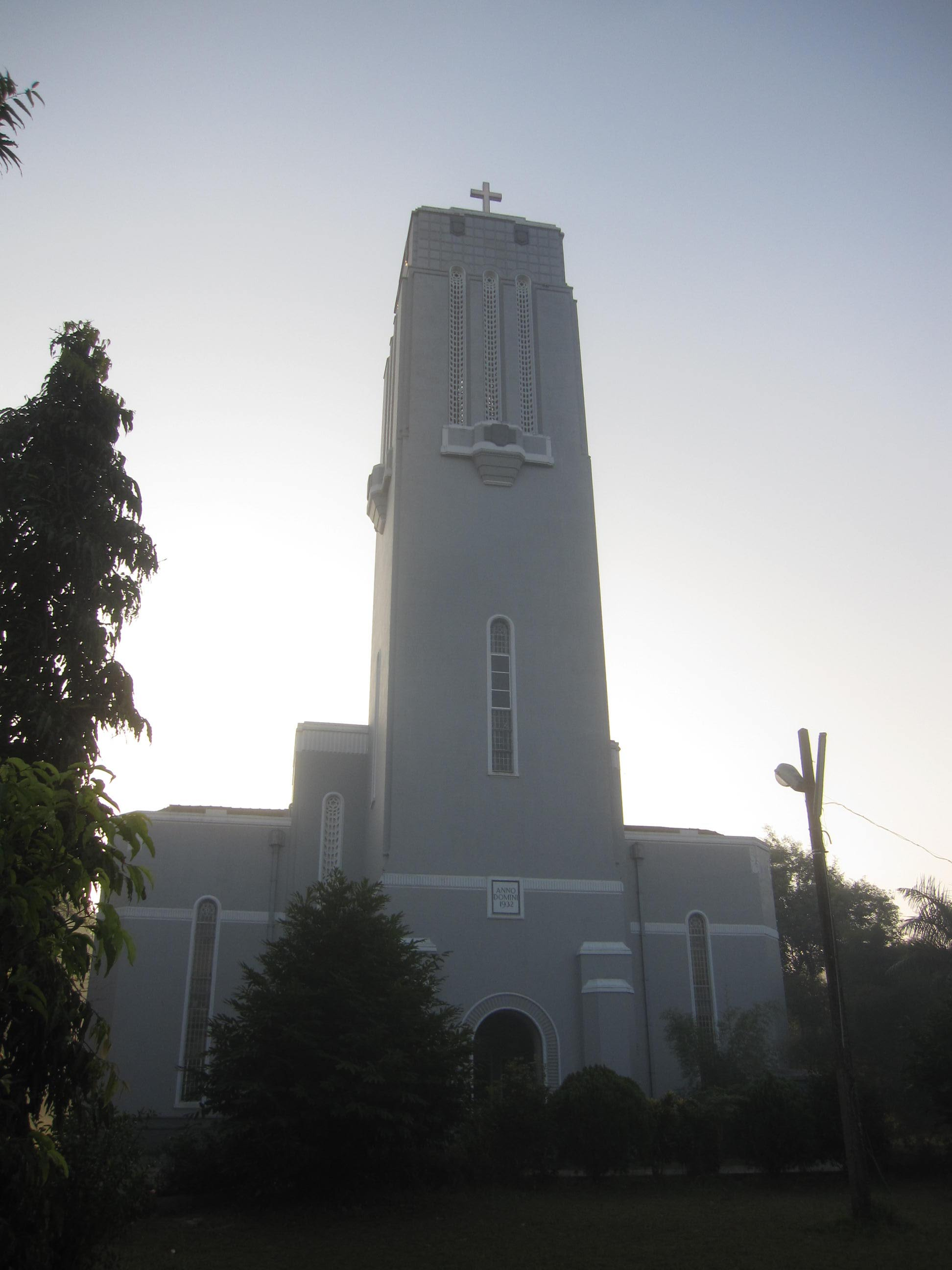
Église Judson à Yangon.

La Convention a ses origines dans une mission américaine des Ministères internationaux en 1813 de Adoniram Judson et Ann Judson à Rangoun.  Elle est officiellement fondée en 1865 sous le nom de Burma Baptist Missionary Convention. En 2006, elle comptait 4,522 églises et 1,142,655 de membres. Selon un recensement de l’association, en 2023 elle disait avoir 5,337 églises et 1,013,499 membres.

## Écoles

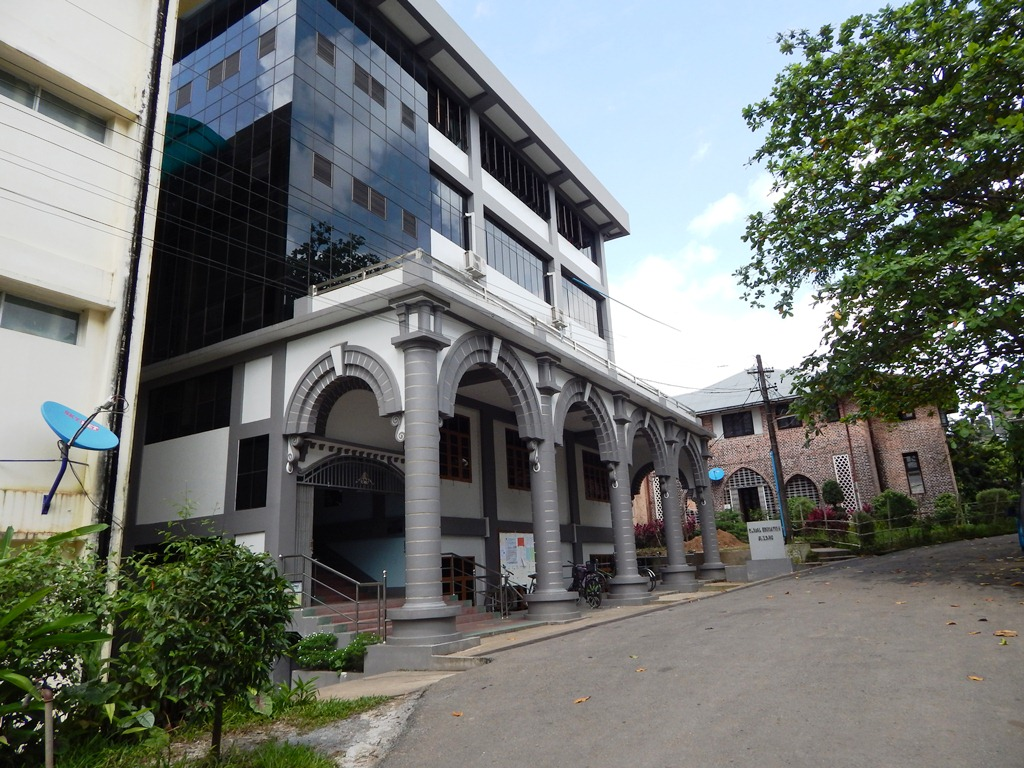
Institut de théologie du Myanmar à Rangoun.

Elle compte 49 instituts de théologie affiliés, dont l’Institut de théologie du Myanmar à Rangoun fondé en 1927 .